# Palácio de Elaguin
O Palácio de Elaguin (em russo: Елагин дворец), ou também Yelaginsky ou Yelaginoostrovsky Dvorets, concluído em 1822, é um palácio em São Petersburgo, que está situado na Ilha Elaguin à beira do rio Neva e serviu como um palácio de verão real durante o reinado do Czar Alexandre I da Rússia. Construído no lugar de uma mansão construída durante o governo de Catarina a Grande, a vila foi projetada para a mãe de Alexandre, Maria Feodorovna, pelo arquiteto Karl Ivanovitch Rossi. O palácio foi destruído durante a Segunda Guerra Mundial, mas foi reconstruído e atualmente abriga um museu.
A ilha ao norte da capital imperial russa deve seu nome ao seu antigo proprietário, Ivan Elaguin (1725-1794), um aliado próximo da Imperatriz Catarina II desde seus primeiros dias como Grã-Duquesa. Sua vila Palladiana poderia ter sido projetada por Giacomo Quarenghi. Elaguin estava fascinado com a ideia de extrair ouro de materiais comuns e recuou para a vila por sua pesquisa secreta em alquimia. O conde Cagliostro foi convocado por Elaguin para o ajudar nessas atividades, mas fugiu da ilha depois que o secretário de Elaguin o esbofeteou na cara.

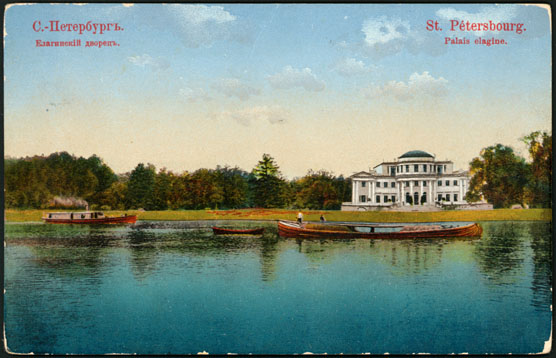
O Palácio em 1900.

Depois que a viúva imperatriz Maria Feodorovna declarou que ela era muito velha para fazer viagens diárias a residências tão distantes como o Palácio de Pavlovsk e o Palácio de Gatchina, seu filho Alexandre comprou a propriedade dos herdeiros de Elaguin e pediu Karl Rossi para redesenhar a casa. Seus luxuosos interiores neoclássicos foram decorados por Giovanni Battista Scotti, Vasily Demuth-Malinovsky e Stepan Pimenov.
Após a morte de Maria Feodorovna, o palácio permaneceu sem utilização por longos anos. Nicolau II a arrendou a seus primeiros-ministros tais como Serguei Witte, Piotr Stolypin, e Ivan Goremykin. Os bolcheviques transformaram o complexo do palácio em "um museu para o velho modo de vida". No Cerco de Leningrado, o palácio foi atingido por uma granada e um incêndio o danificou grandemente. Foi reconstruído nos anos 50 e foi usado como um resort para trabalhadores. Desde 1987 abriga uma coleção de objetos de arte dos séculos XVIII e XIX. A entrada é guardada por duas esculturas de leão, inspiradas pelos leões de Medici em Florença.